# Toyota Paseo
La Toyota Paseo (conosciuta come Cynos in Giappone e in altri paesi) è un'autovettura coupé di classe media, prodotta dalla Toyota dal 1991 al 1999, che fu realizzata sulla base della Toyota Tercel.

## Il contesto
La prima serie della Paseo (L40) fu prodotta dal 1991 al 1995 e non venne commercializzata in Italia. La seconda serie (L50), invece si e fu introdotta dal 1996 al 1999. L'auto era una coupé due porte e quattro posti lunga poco più di quattro metri e pesante meno di mille chili. L'unica motorizzazione disponibile per l'Italia fu il 5E-FE quattro cilindri in linea 1.5 da 90 CV a benzina. Ad esclusione di alcune modifiche nell'elettronica della gestione del propulsore, l'unico cambiamento evidente fra le due serie fu nella carrozzeria.
Fu disponibile inizialmente solo come coupé e in seguito, dal 1997 anche in versione cabriolet. La Toyota interruppe la vendita dell'auto negli Stati Uniti nel 1997, ma è rimasta sul mercato in Canada, in Europa e in Giappone fino al 1999, senza ottenere grandi risultati commerciali.
La Paseo, come la Tercel, condivide la piattaforma con la Toyota Starlet. Diverse parti sono intercambiabili tra le tre auto.